# Timur Andreyevich Akmurzin
Bản mẫu:Eastern Slavic name
Timur Andreyevich Akmurzin (tiếng Nga: Тимур Андреевич Акмурзин; sinh ngày 7 tháng 12 năm 1997) là một cầu thủ bóng đá người Nga thi đấu cho F.K. Rubin Kazan.

## Sự nghiệp câu lạc bộ
Anh ra mắt chuyên nghiệp tại Giải bóng đá chuyên nghiệp quốc gia Nga cho FC Rubin-2 Kazan vào ngày 18 tháng 7 năm 2014 trong trận đấu với FC Syzran-2003 Syzran.